# Smolnik (dopływ Dunajca)
Smolnik – potok, lewy dopływ Dunajca o długości 16,35 km.
Potok wypływa na południowo-wschodnich stokach Sałasza Wschodniego. Spływa we wschodnim kierunku przez miejscowości Pisarzowa, Męcina, Kłodne, Chomranice, Wola Marcinkowska, Klęczany i Marcinkowice, gdzie wpada do Dunajca przed jego ujściem do Jeziora Rożnowskiego, na wysokości 268 m.
Zlewnia potoku znajduje się w Beskidzie Wyspowym. Głębokie zbocza jego doliny tworzą dwa pasma; po północnej stronie jest to Pasmo Łososińskie, po południowej dużo niższy i praktycznie bezleśny grzbiet biegnący od Limanowej przez Wysokie do Nowego Sącza. Z obydwu tych zboczy spływa do Smolnika kilka potoków, największe z nich to: Bednarka, Bukowiec, Kłodnianka, Trzetrzewianka, Gródek.